# 彭遵古
彭遵古（1558年—？），字季籛，號旦陽，湖廣黄州府黃安縣匠籍，麻城縣人，明朝政治人物。同進士出身。

## 生平
萬曆十三年（1585年）乙酉科第五名舉人，萬曆十四年（1586年）聯捷丙戌科会试十名，廷试二甲十七名進士。吏部观政。中第後，會南畿督學御史房寰連疏參奏都御史海瑞，彭遵古隨同年進士顧允成、諸壽賢抗疏。三人都被奪冠帶還家。後以御史言，起為教授，升禮部儀制司主事，三十二年十月升尚寶司丞，三十三年四月充正使，册封王府，三十四年五月升尚寶司卿添注，八月与兵部主事張汝霖主考山東鄉試，因中式舉人李衍賞文章短促，被給事中邵庶弹劾，罚俸三月。三十九年五月考察以浮躁浅露降调。後官至光禄寺少卿。

## 家族
曾祖父彭伯彝；祖父彭易經；父親彭岱。母饒氏。慈侍下。兄彭好古（同科進士）、彭述古、彭顯謨（癸未會中式武舉，永道守備）。
長兄彭好古，同榜進士，次兄彭信古，癸未武進士。